# Анита Гербиц
Анита Гербиц (мађ. Görbicz Anita), (р. 13. мај 1983, Веспрем Мађарска) је мађарска рукометашица који се такмичи за репрезентацију Мађарске. Своју рукометну каријеру је започела као десетогодишњакиња у Ђеру у рукометном клубу Бела Балаж АМК (Balázs Béla ÁMK).

## Биографија
Озбољније кораке Анита је направила у јуниорској конкуренцији када је доспела до јуниорске репрезентације Мађарске и са њом је 2001. године у својој осамнаестој освојила друго место на јуниорском шампионату света у рукомету.
Следеће 2002. године Анита већ игра за сениорску репрезентацију Мађарске. Први велики успех са репрезентацијом Анита Кулчар је имала на светском првенству одржаном 2003. године у Хрватској, заузели су друго место. Већ на следећем светском првенству 2005. у Русији, Анита је са репрезентацијом освојила бронзану медаљу, била је трећи стрелац првенства са 56 постигнутих голова (4 мање него прва Надин Краусе) и изабрана је у олстар тим. На свом трећем светском првенству 2007. године које је одржано у Француској Анита Гербиц је са репрезентацијом Мађарске освојила осмо место, али је опет изабрана у олстар тим и овог пута је била други стрелац првенства са осамдесет постигнутих голова.

## Успеси

### Репрезентација

#### Светска првенства
- (2003)
- (2005)

#### Европска првенства
- (2004)

### Клуб

#### Првенство Мађарске
- (2005, 2006, 2008)

#### Куп Мађарске
- ,  (2005, 2006, 2007, 2008)

#### Куп ЕХФ
- ,  (2006)

## Лични успеси
- По избору Међународне рукометне федерације за ИХФ играчицу године је изабрана 2005. године[2].
- По избору Међународне рукометне федерације за другу ИХФ играчицу године је изабрана 2007. године
- Члан олстар тима на светском првенству (2003)
- Члан олстар тима на светском првенству (2005)
- Трећи стрелац светског првенства (2005)
- Члан олстар тима на светском првенству (2007)
- Други стрелац светског првенства (2007)
- Најбоља играчица Мађарске - МВП (2005, 2006, 2007)

## Голови за клуб
Рачунате утакмице су на нивоу клуба Ђер Раба Ето до 8. октобра 2008. године:
- Првенство Мађарске: 218 утакмица / 1247 голова (Прво место на вечној листи стрелаца)
- Куп Мађарске: 28 утакмица / 148 голова (Треће место на вечној листи)
- Куп ИХФа: 78 утакмица / 514 голова (Прво место на вечној листи стрелаца)